# 大阪医療福祉専門学校
大阪医療福祉専門学校（おおさかいりょうふくしせんもんがっこう）は、学校法人大阪滋慶学園が運営する、大阪府大阪市淀川区にある専修学校。医療事務・ドクターズクラーク・理学療法士・作業療法士・視能訓練士・言語聴覚士を養成する学科を設置している。

## 学科
- 診療情報管理士学科（昼間部3年制）：2021年度より医療総合学科に改組。前学科より、自由が丘産能短期大学通信教育課程の学修サポートが行われている[1]
- 理学療法士学科　（昼間部3年制・夜間部4年制）
- 作業療法士学科　（昼間部3年制・夜間部4年制）
- 視能訓練士学科　（昼間部3年制・昼間部1年制）
- 言語聴覚士学科　（昼間部2年制）

## 所在地
- 〒532-0003　大阪市淀川区宮原1-2-14

## 交通アクセス
新大阪駅（東海道・山陽新幹線、東海道本線（JR京都線）、おおさか東線、Osaka Metro御堂筋線）

## 関連校
- 大阪医療技術学園専門学校
- 大阪ハイテクノロジー専門学校
- 大阪保健福祉専門学校
- 大阪医療看護専門学校
- 出雲医療看護専門学校
- 鳥取市医療看護専門学校

## 註
1. ↑  医療総合学科及び併修導入の一覧|通信教育課程|産業能率大学.自由が丘産能短期大学より。2021年6月7日確認。